# Пчёлка Майя и её друзья
«Пчёлка Майя и её друзья» (англ. Maya the Bee & Her Friends) — компьютерная игра в жанре платформера, разработанная в 1999 году британской студией Crawfish Interactive для Game Boy и Game Boy Color. Это первая игра, основанная на книге «Пчёлка Майя».
В игре используется движок, взятый из отменённой игры South Park, разработанная в 1998 году студией Crawfish Interactive для Acclaim. В Северной Америке игру также переработали и выпустили под названием The New Adventures of Mary Kate & Ashley, чтобы связать её с медиафраншизой Мэри-Кейт и Эшли Олсен.

## Игровой процесс
В игре более 120 уровней. На каждом уровне есть ряд головоломок, которые игрок должен решить, чтобы спасти своих насекомых друзей из паутины. Игрок может управлять тремя насекомыми с разными способностями: так, Майя — единственный персонаж, который может использовать рычаги, а Флип позволяет персонажам выше прыгать.

## Приём
Веб-сайт IGN оценил игру на 6 из 10, в то время как журнал Total! оценил оценил игру на 2/6, похвалив музыку и сложные головоломки, но посчитав графику «скучной».